# La Femme de mes rêves (film, 1951)
Pour les articles homonymes, voir La Femme de mes rêves.
Pour plus de détails, voir Fiche technique et Distribution.
La Femme de mes rêves (I'll See You in My Dreams) est un film musical américain de Michael Curtiz, sorti en 1951. Le film est une biographie du parolier Gus Kahn et inclut un certain nombre de chansons écrites par Kahn, en incluant la chanson-titre.

## Fiche technique
- Titre : La Femme de mes rêves
- Titre original : I'll See You in My Dreams
- Réalisation : Michael Curtiz
- Scénario : Jack Rose et Melville Shavelson d'après l'histoire The Gus Kahn Story de Louis F. Edelman et Grace Kahn
- Production : Louis F. Edelman
- Société de production : Warner Bros. Pictures
- Distribution : Warner Bros. Pictures
- Direction musicale : Ray Heindorf
- Musique : Ray Heindorf (non crédité)
- Compositeur musique additionnelle : Howard Jackson et Max Steiner (non crédités)
- Chorégraphie : LeRoy Prinz
- Photographie : Ted D. McCord
- Montage : Owen Marks
- Direction artistique : Douglas Bacon
- Décorateur de plateau : George James Hopkins
- Costumes : Marjorie Best et Leah Rhodes
- Pays de production : États-Unis
- Langue : anglais
- Format : Noir et blanc - Son : Mono (RCA Sound System)
- Genre : Film musical, biopic et comédie
- Durée : 110 minutes
- Date de sortie :
  - États-Unis : 6 décembre 1951 New York

## Distribution
- Doris Day : Grace LeBoy Kahn
- Danny Thomas : Gus Kahn
- Frank Lovejoy : Walter Donaldson
- Patrice Wymore : Gloria Knight
- James Gleason : Fred Thompson
- Mary Wickes : Anna
- Julie Oshins : Johnny Martin
- Jim Backus : Sam Harris
- Minna Gombell : Mme LeBoy
- Harry Antrim : M. LeBoy
- William Forrest : Florenz Ziegfeld
- Bunny Lewbel : Irene à 6 ans
- Robert Lyden : Donald à 8 ans
- Mimi Gibson : Irene à 3 ans
- Christopher Olsen : Donald à 4 ans

Acteurs non crédités
- Betty Arlen
- Hans Conried : William Rossiter
- Wade Crosby : le barman
- Peter Julien Ortiz : un soldat
- Dorothy Patrick
- Richard Simmons : Egbert Bert Van Alstyne